# NASCAR Cup Series 2014
Navigation
2013 2015
Le championnat de Cup Series 2014 est la 66e édition du championnat organisé par la NASCAR.
L'événement étant sponsorisé par la société Sprint Corporation, le nom officiel du championnat est la NASCAR Sprint Cup Series 2014.
Le titre est remporté par Kevin Harvick.

## Repères de débuts de saison

### Pilotes
- A. J. Allmendinger remplace Bobby Labonte dans la N°47 de JTG Daugherty Racing.
- Brian Vickers devient pilote à plein temps dans la N°55 de la Michael Waltrip Racing.
- Juan Pablo Montoya part en IndyCar Series après 6 saisons en NASCAR Cup Series. Il est remplacé par le rookie Kyle Larson dans la N°42 de l'Earnhardt Ganassi Racing.
- Kevin Harvick est transféré de la Richard Childress Racing vers la Stewart-Haas Racing où il prend le volant de la N°4.
- Austin Dillon arrive en Sprint Cup et prend place abord de la N°3 de la Richard Childress Racing. La N°3 n'avait plus été vue depuis la mort de Dale Earnhardt en 2001.
- Kurt Busch quitte la Furniture Row Racing et prend place abord de la N°41 de la Stewart-Haas Racing.
- Martin Truex Jr. est transféré de la Michael Waltrip Racing vers la N°78 de la Furniture Row Racing.
- Ryan Newman quitte la Stewart-Haas Racing vers la Richard Childress Racing en remplacement du vétéran Jeff Burton dans la N°31.
- Michael McDowell quitte la Phil Parsons Racing et rejoint la Leavine Family Racing.
- La Swan Racing, qui partageait la saison précédente la N°30 entre Parker Kligerman et Cole Whitt, passe à deux voitures pour ses deux pilotes. Mais en avril 2014, en raison de problèmes financiers, la Swan Racing est obligée de revendre ses deux voitures. La N°26 de Whitt est vendue à la BK Racing et la N°30 de Kligerman est vendue à la Xxxtreme Motorsport.
- Josh Wise quitte la Front Row Motorsports et rejoint la Phil Parsons Racing.
- Reed Sorenson remplace J. J. Yeley dans la N°36 de la Tommy Baldwin Racing.
- Travis Kvapil rejoint la Go FAS Racing dans la N°32. Cependant c'est Boris Said qui roulera sur les deux circuits routiers et Terry Labonte sur les ovales à plaques de restriction.

### Courses
- Le Bojangles' Southern 500 et le STP 400 échangent leurs dates.

## Engagés
| Icône | Légende    |
| ----- | ---------- |
| R     | Rookie Cup |

| Écurie                    | Voiture   | No. | Pilote               | Cat. | Course(s) disputée(s)                                        |
| ------------------------- | --------- | --- | -------------------- | ---- | ------------------------------------------------------------ |
| Beard Motorsports         | Chevrolet | 75  | Clay Rogers          |      | 26, 35                                                       |
| BK Racing                 | Toyota    | 23  | Alex Bowman          | R    | Toutes                                                       |
| BK Racing                 | Toyota    | 26  | Cole Whitt           | R    | Toutes                                                       |
| BK Racing                 | Toyota    | 83  | Ryan Truex           | R    | 1-22, 24-27                                                  |
| BK Racing                 | Toyota    | 83  | J. J. Yeley          | R    | 23, 30-36                                                    |
| BK Racing                 | Toyota    | 83  | Travis Kvapil        | R    | 28-29                                                        |
| Chip Ganassi Racing       | Chevrolet | 1   | Jamie McMurray       |      | Toutes                                                       |
| Chip Ganassi Racing       | Chevrolet | 42  | Kyle Larson          | R    | Toutes                                                       |
| Front Row Motorsports     | Ford      | 34  | David Ragan          |      | Toutes                                                       |
| Front Row Motorsports     | Ford      | 38  | David Gilliland      |      | Toutes                                                       |
| Front Row Motorsports     | Ford      | 35  | Eric McClure         |      | 1, 10                                                        |
| Front Row Motorsports     | Ford      | 35  | Blake Koch           |      | 2–3                                                          |
| Front Row Motorsports     | Ford      | 35  | David Reutimann      |      | 4-9                                                          |
| Furniture Row Racing      | Chevrolet | 78  | Martin Truex Jr.     |      | Toutes                                                       |
| Germain Racing            | Chevrolet | 13  | Casey Mears          |      | Toutes                                                       |
| Go FAS Racing             | Ford      | 32  | Terry Labonte        |      | 1, 10, 18, 32                                                |
| Go FAS Racing             | Ford      | 32  | Travis Kvapil        |      | 2-9, 11, 14-15, 17, 20-21, 23, 26                            |
| Go FAS Racing             | Ford      | 32  | Blake Koch           |      | 12-13, 31, 36                                                |
| Go FAS Racing             | Ford      | 32  | Boris Said           |      | 16, 22                                                       |
| Go FAS Racing             | Ford      | 32  | Eddie MacDonald      |      | 19                                                           |
| Go FAS Racing             | Ford      | 32  | J. J. Yeley          |      | 24-25, 29                                                    |
| Go FAS Racing             | Ford      | 32  | Joey Gase            |      | 27, 30, 34-35                                                |
| Go FAS Racing             | Ford      | 32  | Timmy Hill           |      | 28                                                           |
| Go FAS Racing             | Ford      | 32  | Kyle Fowler          |      | 33                                                           |
| Hendrick Motorsports      | Chevrolet | 5   | Kasey Kahne          |      | Toutes                                                       |
| Hendrick Motorsports      | Chevrolet | 24  | Jeff Gordon          |      | Toutes                                                       |
| Hendrick Motorsports      | Chevrolet | 48  | Jimmie Johnson       |      | Toutes                                                       |
| Hendrick Motorsports      | Chevrolet | 88  | Dale Earnhardt Jr.   |      | Toutes                                                       |
| Hillman-Circle Sport LLC  | Chevrolet | 33  | Timmy Hill           |      | 3-4, 11, 30-31, 34                                           |
| Hillman-Circle Sport LLC  | Chevrolet | 33  | David Stremme        |      | 6-9, 13, 15, 17, 20, 24, 26, 28-29                           |
| Hillman-Circle Sport LLC  | Chevrolet | 33  | Alex Kennedy         |      | 14, 16, 21-23                                                |
| Hillman-Circle Sport LLC  | Chevrolet | 33  | Bobby Labonte        |      | 18                                                           |
| Hillman-Circle Sport LLC  | Chevrolet | 33  | Morgan Shepherd      |      | 19                                                           |
| Hillman-Circle Sport LLC  | Chevrolet | 33  | Travis Kvapil        |      | 19                                                           |
| Hillman-Circle Sport LLC  | Chevrolet | 40  | Landon Cassill       |      | Toutes                                                       |
| HScott Motorsports        | Chevrolet | 51  | Justin Allgaier      | R    | Toutes                                                       |
| HScott Motorsports        | Chevrolet | 52  | Bobby Labonte        |      | 1                                                            |
| Identity Ventures Racing  | Toyota    | 49  | Mike Wallace         |      | 32                                                           |
| Identity Ventures Racing  | Toyota    | 87  | Joe Nemechek         |      | 1, 3, 10                                                     |
| Identity Ventures Racing  | Toyota    | 87  | Morgan Shepherd      |      | 2                                                            |
| Identity Ventures Racing  | Toyota    | 87  | Timmy Hill           |      | 19                                                           |
| Joe Gibbs Racing          | Toyota    | 11  | Denny Hamlin         |      | 1-4, 6-36                                                    |
| Joe Gibbs Racing          | Toyota    | 11  | Sam Hornish Jr.      |      | 5                                                            |
| Joe Gibbs Racing          | Toyota    | 18  | Kyle Busch           |      | Toutes                                                       |
| Joe Gibbs Racing          | Toyota    | 20  | Matt Kenseth         |      | Toutes                                                       |
| JTG Daugherty Racing      | Chevrolet | 47  | A. J. Allmendinger   |      | Toutes                                                       |
| Leavine Family Racing     | Ford      | 95  | Michael McDowell     |      | 1-4, 6-7, 10, 13, 15-16, 18, 20, 22, 24-25, 28, 31-32, 34-35 |
| Michael Waltrip Racing    | Toyota    | 15  | Clint Bowyer         |      | Toutes                                                       |
| Michael Waltrip Racing    | Toyota    | 55  | Brian Vickers        |      | Toutes                                                       |
| Phil Parsons Racing       | Chevrolet | 98  | Josh Wise            |      | Toutes                                                       |
| RAB Racing                | Toyota    | 29  | Joe Nemechek         |      | 18, 32                                                       |
| RAB Racing                | Toyota    | 29  | Matt Crafton         |      | 20                                                           |
| Randy Humphrey Racing     | Ford      | 77  | Dave Blaney          |      | 1-4, 7-14                                                    |
| Randy Humphrey Racing     | Ford      | 77  | Nelson Angelo Piquet |      | 22                                                           |
| Randy Humphrey Racing     | Ford      | 77  | Joe Nemechek         |      | 25                                                           |
| Randy Humphrey Racing     | Ford      | 77  | Corey LaJoie         |      | 28, 31                                                       |
| Richard Childress Racing  | Chevrolet | 3   | Austin Dillon        | R    | Toutes                                                       |
| Richard Childress Racing  | Chevrolet | 27  | Paul Menard          |      | Toutes                                                       |
| Richard Childress Racing  | Chevrolet | 31  | Ryan Newman          |      | Toutes                                                       |
| Richard Childress Racing  | Chevrolet | 33  | Brian Scott          |      | 1-2, 5, 10, 12, 36                                           |
| Richard Childress Racing  | Chevrolet | 33  | Ty Dillon            |      | 25, 35                                                       |
| Richard Petty Motorsports | Ford      | 9   | Marcos Ambrose       |      | Toutes                                                       |
| Richard Petty Motorsports | Ford      | 43  | Aric Almirola        |      | Toutes                                                       |
| Roush Fenway Racing       | Ford      | 6   | Trevor Bayne         |      | 31                                                           |
| Roush Fenway Racing       | Ford      | 16  | Greg Biffle          |      | Toutes                                                       |
| Roush Fenway Racing       | Ford      | 17  | Ricky Stenhouse Jr.  |      | Toutes                                                       |
| Roush Fenway Racing       | Ford      | 99  | Carl Edwards         |      | Toutes                                                       |
| Stewart-Haas Racing       | Chevrolet | 4   | Kevin Harvick        |      | Toutes                                                       |
| Stewart-Haas Racing       | Chevrolet | 10  | Danica Patrick       |      | Toutes                                                       |
| Stewart-Haas Racing       | Chevrolet | 14  | Tony Stewart         |      | 1-21, 25-36                                                  |
| Stewart-Haas Racing       | Chevrolet | 14  | Regan Smith          |      | 22                                                           |
| Stewart-Haas Racing       | Chevrolet | 14  | Jeff Burton          |      | 23-24                                                        |
| Stewart-Haas Racing       | Chevrolet | 41  | Kurt Busch           |      | Toutes                                                       |
| Swan Racing               | Toyota    | 30  | Parker Kligerman     |      | 1-8                                                          |
| Team Penske               | Ford      | 2   | Brad Keselowski      |      | Toutes                                                       |
| Team Penske               | Ford      | 12  | Ryan Blaney          |      | 11, 32                                                       |
| Team Penske               | Ford      | 12  | Juan Pablo Montoya   |      | 15, 20                                                       |
| Team Penske               | Ford      | 22  | Joey Logano          |      | Toutes                                                       |
| Team XTREME Racing        | Chevrolet | 44  | J. J. Yeley          |      | 3, 7, 9-16                                                   |
| Team XTREME Racing        | Chevrolet | 44  | Timmy Hill           |      | 29, 33                                                       |
| Tommy Baldwin Racing      | Chevrolet | 7   | Michael Annett       | R    | Toutes                                                       |
| Tommy Baldwin Racing      | Chevrolet | 36  | Reed Sorenson        |      | Toutes                                                       |
| Tommy Baldwin Racing      | Chevrolet | 37  | Bobby Labonte        |      | 20                                                           |
| Tommy Baldwin Racing      | Chevrolet | 37  | Dave Blaney          |      | 21, 23-24                                                    |
| Tommy Baldwin Racing      | Chevrolet | 37  | Mike Bliss           |      | 25-27, 29-30, 35                                             |
| Wood Brothers Racing      | Ford      | 21  | Trevor Bayne         |      | 1, 3, 7, 10, 12, 15, 18, 20, 23, 32, 34, 36                  |

## Calendrier des courses de la saison
| no               | Date         | Nom de la course                 | Circuit                         | Lieu          | État             |
| ---------------- | ------------ | -------------------------------- | ------------------------------- | ------------- | ---------------- |
| HC               | 15 février   | Sprint Unlimited                 | Daytona International Speedway  | Daytona Beach | Floride          |
| Q                | 20 février   | Budweiser Duels                  | Daytona International Speedway  | Daytona Beach | Floride          |
| 1                | 23 février   | Daytona 500                      | Daytona International Speedway  | Daytona Beach | Floride          |
| 2                | 2 mars       | Subway Fresh Fit 500             | Phoenix International Raceway   | Phoenix       | Arizona          |
| 3                | 9 mars       | Kobalt Tools 400                 | Las Vegas Motor Speedway        | Las Vegas     | Nevada           |
| 4                | 16 mars      | Food City 500                    | Bristol Motor Speedway          | Bristol       | Tennessee        |
| 5                | 23 mars      | Auto Club 400                    | Auto Club Speedway              | Fontana       | Californie       |
| 6                | 30 mars      | STP Gas Booster 500              | Martinsville Speedway           | Ridgeway      | Virginie         |
| 7                | 7 avril      | Texas 500                        | Texas Motor Speedway            | Fort Worth    | Texas            |
| 8                | 12 avril     | Bojangles' Southern 500          | Darlington Raceway              | Darlington    | Caroline du Sud  |
| 9                | 26 avril     | Toyota Owners 400                | Richmond International Raceway  | Richmond      | Virginie         |
| 10               | 4 mai        | Aaron's 499                      | Talladega Superspeedway         | Talladega     | Alabama          |
| 11               | 10 mai       | STP 400                          | Kansas Speedway                 | Kansas City   | Kansas           |
| HC               | 17 mai       | Sprint All-Star Race XXX         | Charlotte Motor Speedway        | Concord       | Caroline du Nord |
| 12               | 25 mai       | Coca-Cola 600                    | Charlotte Motor Speedway        | Concord       | Caroline du Nord |
| 13               | 1er juin     | FedEx 400                        | Dover International Speedway    | Dover         | Delaware         |
| 14               | 8 juin       | Pocono 400                       | Pocono Raceway                  | Long Pond     | Pennsylvanie     |
| 15               | 15 juin      | Quicken Loans 400                | Michigan International Speedway | Brooklyn      | Michigan         |
| 16               | 22 juin      | Toyota/Save Mart 350             | Infineon Raceway                | Sonoma        | Californie       |
| 17               | 28 juin      | Quaker State 400                 | Kentucky Speedway               | Sparta        | Kentucky         |
| 18               | 5 juillet    | Coke Zero 400                    | Daytona International Speedway  | Daytona Beach | Floride          |
| 19               | 13 juillet   | Lenox Industrial Tools 301       | New Hampshire Motor Speedway    | Loudon        | New Hampshire    |
| 20               | 27 juillet   | Crown Royal 400                  | Indianapolis Motor Speedway     | Speedway      | Indiana          |
| 21               | 3 août       | Pennsylvania 400                 | Pocono Raceway                  | Long Pond     | Pennsylvanie     |
| 22               | 10 août      | Cheez-It 355 at The Glen         | Watkins Glen International      | Watkins Glen  | New York         |
| 23               | 17 août      | Pure Michigan 400                | Michigan International Speedway | Brooklyn      | Michigan         |
| 24               | 23 août      | Irwin Tools Night Race           | Bristol Motor Speedway          | Bristol       | Tennessee        |
| 25               | 31 août      | AdvoCare 500                     | Atlanta Motor Speedway          | Hampton       | Géorgie          |
| 26               | 6 septembre  | Federated Auto Parts 400         | Richmond International Raceway  | Richmond      | Virginie         |
| Courses du Chase |              |                                  |                                 |               |                  |
| 27               | 14 septembre | GEICO 400                        | Chicagoland Speedway            | Joliet        | Illinois         |
| 28               | 21 septembre | Sylvania 300                     | New Hampshire Motor Speedway    | Loudon        | New Hampshire    |
| 29               | 28 septembre | AAA 400                          | Dover International Speedway    | Dover         | Delaware         |
| 30               | 5 octobre    | Hollywood Casino 400             | Kansas Speedway                 | Kansas City   | Kansas           |
| 31               | 11 octobre   | Bank of America 500              | Charlotte Motor Speedway        | Concord       | Caroline du Nord |
| 32               | 19 octobre   | Camping World RV Sales 500       | Talladega Superspeedway         | Talladega     | Alabama          |
| 33               | 26 octobre   | Goody's Headache Relief Shot 500 | Martinsville Speedway           | Ridgeway      | Virginie         |
| 34               | 2 novembre   | AAA Texas 500                    | Texas Motor Speedway            | Fort Worth    | Texas            |
| 35               | 9 novembre   | AdvoCare 500                     | Phoenix International Raceway   | Phoenix       | Arizona          |
| 36               | 16 novembre  | Ford EcoBoost 400                | Homestead-Miami Speedway        | Homestead     | Floride          |

## Résultats et classements

### Résultats
| N°                        | Course                           | Pole position    | Pilote ayant le plus mené | Vainqueur          | Constructeur | Résultats      |
| ------------------------- | -------------------------------- | ---------------- | ------------------------- | ------------------ | ------------ | -------------- |
|                           | Sprint Unlimited                 | Denny Hamlin     | Denny Hamlin              | Denny Hamlin       | Toyota       | Résultats (en) |
|                           | Budweiser Duel 1                 | Austin Dillon    | Matt Kenseth              | Matt Kenseth       | Toyota       | Résultats (en) |
|                           | Budweiser Duel 2                 | Martin Truex Jr. | Brad Keselowski           | Denny Hamlin       | Toyota       | Résultats (en) |
| 1                         | Daytona 500                      | Austin Dillon    | Dale Earnhardt Jr.        | Dale Earnhardt Jr. | Chevrolet    | Résultats (en) |
| 2                         | The Profit on CNBC 500           | Brad Keselowski  | Kevin Harvick             | Kevin Harvick      | Chevrolet    | Résultats (en) |
| 3                         | Kobalt Tools 400                 | Joey Logano      | Brad Keselowski           | Brad Keselowski    | Ford         | Résultats (en) |
| 4                         | Food City 500                    | Denny Hamlin     | Matt Kenseth              | Carl Edwards       | Ford         | Résultats (en) |
| 5                         | Auto Club 400                    | Matt Kenseth     | Jimmie Johnson            | Kyle Busch         | Toyota       | Résultats (en) |
| 6                         | STP 500                          | Kyle Busch       | Jimmie Johnson            | Kurt Busch         | Chevrolet    | Résultats (en) |
| 7                         | Duck Commander 500               | Tony Stewart     | Joey Logano               | Joey Logano        | Ford         | Résultats (en) |
| 8                         | Bojangles' Southern 500          | Kevin Harvick    | Kevin Harvick             | Kevin Harvick      | Chevrolet    | Résultats (en) |
| 9                         | Toyota Owners 400                | Kyle Larson      | Jeff Gordon               | Joey Logano        | Ford         | Résultats (en) |
| 10                        | Aaron's 499                      | Brian Scott (en) | Greg Biffle               | Denny Hamlin       | Toyota       | Résultats (en) |
| 11                        | 5-hour Energy 400                | Kevin Harvick    | Kevin Harvick             | Jeff Gordon        | Chevrolet    | Résultats (en) |
|                           | NASCAR Sprint All-Star Race      | Carl Edwards     | Jamie McMurray            | Jamie McMurray     | Chevrolet    | Résultats (en) |
| 12                        | Coca-Cola 600                    | Jimmie Johnson   | Jimmie Johnson            | Jimmie Johnson     | Chevrolet    | Résultats (en) |
| 13                        | FedEx 400                        | Brad Keselowski  | Jimmie Johnson            | Jimmie Johnson     | Chevrolet    | Résultats (en) |
| 14                        | Pocono 400                       | Denny Hamlin     | Brad Keselowski           | Dale Earnhardt Jr. | Chevrolet    | Résultats (en) |
| 15                        | Quicken Loans 400                | Kevin Harvick    | Kevin Harvick             | Jimmie Johnson     | Chevrolet    | Résultats (en) |
| 16                        | Toyota/Save Mart 350             | Jamie McMurray   | A. J. Allmendinger        | Carl Edwards       | Ford         | Résultats (en) |
| 17                        | Quaker State 400                 | Brad Keselowski  | Brad Keselowski           | Brad Keselowski    | Ford         | Résultats (en) |
| 18                        | Coke Zero 400                    | David Gilliland  | Kurt Busch                | Aric Almirola      | Ford         | Résultats (en) |
| 19                        | Camping World RV Sales 301       | Kyle Busch       | Brad Keselowski           | Brad Keselowski    | Ford         | Résultats (en) |
| 20                        | Brickyard 400                    | Kevin Harvick    | Kasey Kahne               | Jeff Gordon        | Chevrolet    | Résultats (en) |
| 21                        | Gobowling.com 400                | Kyle Larson      | Jeff Gordon               | Dale Earnhardt Jr  | Chevrolet    | Résultats (en) |
| 22                        | Cheez-It 355 at The Glen         | Jeff Gordon      | Marcos Ambrose            | A. J. Allmendinger | Chevrolet    | Résultats (en) |
| 23                        | Pure Michigan 400                | Jeff Gordon      | Joey Logano               | Jeff Gordon        | Chevrolet    | Résultats (en) |
| 24                        | Irwin Tools Night Race           | Kevin Harvick    | Jamie McMurray            | Joey Logano        | Ford         | Résultats (en) |
| 25                        | AdvoCare 500                     | Kevin Harvick    | Kevin Harvick             | Kasey Kahne        | Chevrolet    | Résultats (en) |
| 26                        | Federated Auto Parts 400         | Brad Keselowski  | Brad Keselowski           | Brad Keselowski    | Ford         | Résultats (en) |
| Chase pour le Championnat |                                  |                  |                           |                    |              |                |
| 27                        | MyAFibStory.com 400              | Kyle Busch       | Kevin Harvick             | Brad Keselowski    | Ford         | Résultats (en) |
| 28                        | Sylvania 300                     | Brad Keselowski  | Kevin Harvick             | Joey Logano        | Ford         | Résultats (en) |
| 29                        | AAA 400                          | Kevin Harvick    | Kevin Harvick             | Jeff Gordon        | Chevrolet    | Résultats (en) |
| 30                        | Hollywood Casino 400             | Kevin Harvick    | Joey Logano               | Joey Logano        | Ford         | Résultats (en) |
| 31                        | Bank of America 500              | Kyle Busch       | Kevin Harvick             | Kevin Harvick      | Chevrolet    | Résultats (en) |
| 32                        | GEICO 500                        | Brian Vickers    | Jimmie Johnson            | Brad Keselowski    | Ford         | Résultats (en) |
| 33                        | Goody's Headache Relief Shot 500 | Jamie McMurray   | Jeff Gordon               | Dale Earnhardt Jr. | Chevrolet    | Résultats (en) |
| 34                        | AAA Texas 500                    | Matt Kenseth     | Jimmie Johnson            | Jimmie Johnson     | Chevrolet    | Résultats (en) |
| 35                        | AdvoCare 500                     | Denny Hamlin     | Kevin Harvick             | Kevin Harvick      | Chevrolet    | Résultats (en) |
| 36                        | Ford EcoBoost 400                | Jeff Gordon      | Jeff Gordon               | Kevin Harvick      | Chevrolet    | Résultats (en) |

### Classement des pilotes
| Couleur | Abréviation | Signification                                    |
| ------- | ----------- | ------------------------------------------------ |
| Or      |             | Vainqueur                                        |
| Argent  |             | Classé entre la 2e et la 5e place                |
| Bronze  |             | Classé entre la 6e et la 10e place               |
| Vert    |             | Classé entre la 11e et la 20e place              |
| Bleu    |             | Classé 21e ou pire                               |
| Violet  | DNF         | N'a pas fini                                     |
| Noir    | DSQ         | Disqualifié                                      |
| Rose    | DNQ         | Non qualifié                                     |
| Brun    | Wth         | A abandonné la course                            |
| Blanc   | QL          | Qualifié pour un autre pilote                    |
| Blanc   | IND         | Qualifié mais remplacé à la suite d'une blessure |
| Sans    | DNP         | N'a pas participé                                |
| Sans    | INJ         | Blessé ou malade                                 |
| Sans    | EX          | Exclu                                            |
| Sans    | DNA         | N'est pas arrivé                                 |
|         | Gras        | Pole position                                    |
|         | *           | Pilote ayant le plus mené lors de la course      |

| Couleur | Signification                                                                         |
| ------- | ------------------------------------------------------------------------------------- |
|         | Pilote champion                                                                       |
|         | Pilote éliminé après le Challenger Round (réduction de 16 à 12 pilotes pour le titre) |
|         | Pilote éliminé après le Contender Round (réduction de 12 à 8 pilotes pour le titre)   |
|         | Pilote éliminé après l'Eliminator Round (réduction de 8 à 4 pilotes pour le titre)    |

| Les quatre pilotes ayant disputé le titre de champion de la Nascar Cup Series 2014 | Les quatre pilotes ayant disputé le titre de champion de la Nascar Cup Series 2014 | Les quatre pilotes ayant disputé le titre de champion de la Nascar Cup Series 2014 | Les quatre pilotes ayant disputé le titre de champion de la Nascar Cup Series 2014 | Les quatre pilotes ayant disputé le titre de champion de la Nascar Cup Series 2014 | Les quatre pilotes ayant disputé le titre de champion de la Nascar Cup Series 2014 | Les quatre pilotes ayant disputé le titre de champion de la Nascar Cup Series 2014 | Les quatre pilotes ayant disputé le titre de champion de la Nascar Cup Series 2014 | Les quatre pilotes ayant disputé le titre de champion de la Nascar Cup Series 2014 | Les quatre pilotes ayant disputé le titre de champion de la Nascar Cup Series 2014 | Les quatre pilotes ayant disputé le titre de champion de la Nascar Cup Series 2014 | Les quatre pilotes ayant disputé le titre de champion de la Nascar Cup Series 2014 | Les quatre pilotes ayant disputé le titre de champion de la Nascar Cup Series 2014 | Les quatre pilotes ayant disputé le titre de champion de la Nascar Cup Series 2014 | Les quatre pilotes ayant disputé le titre de champion de la Nascar Cup Series 2014 | Les quatre pilotes ayant disputé le titre de champion de la Nascar Cup Series 2014 | Les quatre pilotes ayant disputé le titre de champion de la Nascar Cup Series 2014 | Les quatre pilotes ayant disputé le titre de champion de la Nascar Cup Series 2014 | Les quatre pilotes ayant disputé le titre de champion de la Nascar Cup Series 2014 | Les quatre pilotes ayant disputé le titre de champion de la Nascar Cup Series 2014 | Les quatre pilotes ayant disputé le titre de champion de la Nascar Cup Series 2014 | Les quatre pilotes ayant disputé le titre de champion de la Nascar Cup Series 2014 | Les quatre pilotes ayant disputé le titre de champion de la Nascar Cup Series 2014 | Les quatre pilotes ayant disputé le titre de champion de la Nascar Cup Series 2014 | Les quatre pilotes ayant disputé le titre de champion de la Nascar Cup Series 2014 | Les quatre pilotes ayant disputé le titre de champion de la Nascar Cup Series 2014 | Les quatre pilotes ayant disputé le titre de champion de la Nascar Cup Series 2014 | Les quatre pilotes ayant disputé le titre de champion de la Nascar Cup Series 2014 | Les quatre pilotes ayant disputé le titre de champion de la Nascar Cup Series 2014 | Les quatre pilotes ayant disputé le titre de champion de la Nascar Cup Series 2014 | Les quatre pilotes ayant disputé le titre de champion de la Nascar Cup Series 2014 | Les quatre pilotes ayant disputé le titre de champion de la Nascar Cup Series 2014 | Les quatre pilotes ayant disputé le titre de champion de la Nascar Cup Series 2014 | Les quatre pilotes ayant disputé le titre de champion de la Nascar Cup Series 2014 | Les quatre pilotes ayant disputé le titre de champion de la Nascar Cup Series 2014 | Les quatre pilotes ayant disputé le titre de champion de la Nascar Cup Series 2014 | Les quatre pilotes ayant disputé le titre de champion de la Nascar Cup Series 2014 | Les quatre pilotes ayant disputé le titre de champion de la Nascar Cup Series 2014 | Les quatre pilotes ayant disputé le titre de champion de la Nascar Cup Series 2014 | Les quatre pilotes ayant disputé le titre de champion de la Nascar Cup Series 2014 |
| Pos.                                                                               | Pilote                                                                             | DAY                                                                                | PHO                                                                                | LVS                                                                                | BRI                                                                                | CAL                                                                                | MAR                                                                                | TEX                                                                                | DAR                                                                                | RCH                                                                                | TAL                                                                                | KAN                                                                                | CLT                                                                                | DOV                                                                                | POC                                                                                | MCH                                                                                | SON                                                                                | KEN                                                                                | DAY                                                                                | NHA                                                                                | IND                                                                                | POC                                                                                | GLN                                                                                | MCH                                                                                | BRI                                                                                | ATL                                                                                | RCH                                                                                |                                                                                    | CHI                                                                                | NHA                                                                                | DOV                                                                                | KAN                                                                                | CLT                                                                                | TAL                                                                                | MAR                                                                                | TEX                                                                                | PHO                                                                                | HOM                                                                                | Pts                                                                                |
| ---------------------------------------------------------------------------------- | ---------------------------------------------------------------------------------- | ---------------------------------------------------------------------------------- | ---------------------------------------------------------------------------------- | ---------------------------------------------------------------------------------- | ---------------------------------------------------------------------------------- | ---------------------------------------------------------------------------------- | ---------------------------------------------------------------------------------- | ---------------------------------------------------------------------------------- | ---------------------------------------------------------------------------------- | ---------------------------------------------------------------------------------- | ---------------------------------------------------------------------------------- | ---------------------------------------------------------------------------------- | ---------------------------------------------------------------------------------- | ---------------------------------------------------------------------------------- | ---------------------------------------------------------------------------------- | ---------------------------------------------------------------------------------- | ---------------------------------------------------------------------------------- | ---------------------------------------------------------------------------------- | ---------------------------------------------------------------------------------- | ---------------------------------------------------------------------------------- | ---------------------------------------------------------------------------------- | ---------------------------------------------------------------------------------- | ---------------------------------------------------------------------------------- | ---------------------------------------------------------------------------------- | ---------------------------------------------------------------------------------- | ---------------------------------------------------------------------------------- | ---------------------------------------------------------------------------------- | ---------------------------------------------------------------------------------- | ---------------------------------------------------------------------------------- | ---------------------------------------------------------------------------------- | ---------------------------------------------------------------------------------- | ---------------------------------------------------------------------------------- | ---------------------------------------------------------------------------------- | ---------------------------------------------------------------------------------- | ---------------------------------------------------------------------------------- | ---------------------------------------------------------------------------------- | ---------------------------------------------------------------------------------- | ---------------------------------------------------------------------------------- | ---------------------------------------------------------------------------------- |
| 1                                                                                  | Kevin Harvick                                                                      | 13                                                                                 | 1*                                                                                 | 41                                                                                 | 39                                                                                 | 36                                                                                 | 7                                                                                  | 42                                                                                 | 1*                                                                                 | 11                                                                                 | 7                                                                                  | 2*                                                                                 | 2                                                                                  | 17                                                                                 | 14                                                                                 | 2*                                                                                 | 20                                                                                 | 7                                                                                  | 39                                                                                 | 30                                                                                 | 8                                                                                  | 2                                                                                  | 7                                                                                  | 2                                                                                  | 11                                                                                 | 19*                                                                                | 5                                                                                  | 5*                                                                                 | 3*                                                                                 | 13*                                                                                | 12                                                                                 | 1*                                                                                 | 9                                                                                  | 33                                                                                 | 2                                                                                  | 1*                                                                                 | 1                                                                                  | 5043                                                                               |                                                                                    |
| 2                                                                                  | Ryan Newman                                                                        | 22                                                                                 | 7                                                                                  | 7                                                                                  | 16                                                                                 | 20                                                                                 | 20                                                                                 | 16                                                                                 | 10                                                                                 | 8                                                                                  | 18                                                                                 | 11                                                                                 | 15                                                                                 | 31                                                                                 | 7                                                                                  | 15                                                                                 | 11                                                                                 | 3                                                                                  | 24                                                                                 | 5                                                                                  | 11                                                                                 | 8                                                                                  | 41                                                                                 | 11                                                                                 | 13                                                                                 | 7                                                                                  | 9                                                                                  | 15                                                                                 | 18                                                                                 | 8                                                                                  | 6                                                                                  | 7                                                                                  | 5                                                                                  | 3                                                                                  | 15                                                                                 | 11                                                                                 | 2                                                                                  | 5042                                                                               |                                                                                    |
| 3                                                                                  | Denny Hamlin                                                                       | 2                                                                                  | 19                                                                                 | 12                                                                                 | 6                                                                                  | INQ                                                                                | 19                                                                                 | 13                                                                                 | 19                                                                                 | 22                                                                                 | 1                                                                                  | 18                                                                                 | 22                                                                                 | 5                                                                                  | 4                                                                                  | 29                                                                                 | 26                                                                                 | 42                                                                                 | 6                                                                                  | 8                                                                                  | 3                                                                                  | 9                                                                                  | 24                                                                                 | 7                                                                                  | 40                                                                                 | 3                                                                                  | 21                                                                                 | 6                                                                                  | 37                                                                                 | 12                                                                                 | 7                                                                                  | 9                                                                                  | 18                                                                                 | 8                                                                                  | 10                                                                                 | 5                                                                                  | 7                                                                                  | 5037                                                                               |                                                                                    |
| 4                                                                                  | Joey Logano                                                                        | 11                                                                                 | 4                                                                                  | 4                                                                                  | 20                                                                                 | 39                                                                                 | 4                                                                                  | 1*                                                                                 | 35                                                                                 | 1                                                                                  | 32                                                                                 | 4                                                                                  | 12                                                                                 | 8                                                                                  | 40                                                                                 | 9                                                                                  | 16                                                                                 | 9                                                                                  | 17                                                                                 | 40                                                                                 | 5                                                                                  | 3                                                                                  | 6                                                                                  | 3*                                                                                 | 1                                                                                  | 14                                                                                 | 6                                                                                  | 4                                                                                  | 1                                                                                  | 4                                                                                  | 1*                                                                                 | 4                                                                                  | 11                                                                                 | 5                                                                                  | 12                                                                                 | 6                                                                                  | 16                                                                                 | 5028                                                                               |                                                                                    |
| Pilotes éliminés de la course au titre de champion de la NASCAR Cup Series 2014    |                                                                                    |                                                                                    |                                                                                    |                                                                                    |                                                                                    |                                                                                    |                                                                                    |                                                                                    |                                                                                    |                                                                                    |                                                                                    |                                                                                    |                                                                                    |                                                                                    |                                                                                    |                                                                                    |                                                                                    |                                                                                    |                                                                                    |                                                                                    |                                                                                    |                                                                                    |                                                                                    |                                                                                    |                                                                                    |                                                                                    |                                                                                    |                                                                                    |                                                                                    |                                                                                    |                                                                                    |                                                                                    |                                                                                    |                                                                                    |                                                                                    |                                                                                    |                                                                                    |                                                                                    |                                                                                    |
| Pos.                                                                               | Pilote                                                                             | DAY                                                                                | PHO                                                                                | LVS                                                                                | BRI                                                                                | CAL                                                                                | MAR                                                                                | TEX                                                                                | DAR                                                                                | RCH                                                                                | TAL                                                                                | KAN                                                                                | CLT                                                                                | DOV                                                                                | POC                                                                                | MCH                                                                                | SON                                                                                | KEN                                                                                | DAY                                                                                | NHA                                                                                | IND                                                                                | POC                                                                                | GLN                                                                                | MCH                                                                                | BRI                                                                                | ATL                                                                                | RCH                                                                                |                                                                                    | CHI                                                                                | NHA                                                                                | DOV                                                                                | KAN                                                                                | CLT                                                                                | TAL                                                                                | MAR                                                                                | TEX                                                                                | PHO                                                                                | HOM                                                                                | Pts                                                                                |
| 5                                                                                  | Brad Keselowski                                                                    | 3                                                                                  | 3                                                                                  | 1*                                                                                 | 14                                                                                 | 26                                                                                 | 38                                                                                 | 15                                                                                 | 17                                                                                 | 4                                                                                  | 38                                                                                 | 13                                                                                 | 10                                                                                 | 2                                                                                  | 2*                                                                                 | 3                                                                                  | 22                                                                                 | 1*                                                                                 | 18                                                                                 | 1*                                                                                 | 12                                                                                 | 23                                                                                 | 35                                                                                 | 8                                                                                  | 2                                                                                  | 39                                                                                 | 1*                                                                                 | 1                                                                                  | 7                                                                                  | 2                                                                                  | 36                                                                                 | 16                                                                                 | 1                                                                                  | 31                                                                                 | 3                                                                                  | 4                                                                                  | 3                                                                                  | 2361                                                                               |                                                                                    |
| 6                                                                                  | Jeff Gordon                                                                        | 4                                                                                  | 5                                                                                  | 9                                                                                  | 7                                                                                  | 13                                                                                 | 12                                                                                 | 2                                                                                  | 7                                                                                  | 2*                                                                                 | 39                                                                                 | 1                                                                                  | 7                                                                                  | 15                                                                                 | 8                                                                                  | 6                                                                                  | 2                                                                                  | 6                                                                                  | 12                                                                                 | 26                                                                                 | 1                                                                                  | 6*                                                                                 | 34*                                                                                | 1                                                                                  | 16                                                                                 | 17                                                                                 | 2                                                                                  | 2                                                                                  | 26                                                                                 | 1                                                                                  | 14                                                                                 | 2                                                                                  | 26                                                                                 | 2*                                                                                 | 29                                                                                 | 2                                                                                  | 10*                                                                                | 2348                                                                               |                                                                                    |
| 7                                                                                  | Matt Kenseth                                                                       | 6                                                                                  | 12                                                                                 | 10                                                                                 | 13*                                                                                | 4                                                                                  | 6                                                                                  | 7                                                                                  | 4                                                                                  | 5                                                                                  | 37                                                                                 | 10                                                                                 | 3                                                                                  | 3                                                                                  | 25                                                                                 | 14                                                                                 | 42                                                                                 | 4                                                                                  | 20                                                                                 | 4                                                                                  | 4                                                                                  | 38                                                                                 | 9                                                                                  | 38                                                                                 | 3                                                                                  | 2                                                                                  | 41                                                                                 | 10                                                                                 | 21                                                                                 | 5                                                                                  | 13                                                                                 | 19                                                                                 | 2                                                                                  | 6                                                                                  | 25                                                                                 | 3                                                                                  | 6                                                                                  | 2334                                                                               |                                                                                    |
| 8                                                                                  | Dale Earnhardt Jr.                                                                 | 1*                                                                                 | 2                                                                                  | 2                                                                                  | 24                                                                                 | 12                                                                                 | 3                                                                                  | 43                                                                                 | 2                                                                                  | 7                                                                                  | 26                                                                                 | 5                                                                                  | 19                                                                                 | 9                                                                                  | 1                                                                                  | 7                                                                                  | 3                                                                                  | 5                                                                                  | 14                                                                                 | 10                                                                                 | 9                                                                                  | 1                                                                                  | 11                                                                                 | 5                                                                                  | 39                                                                                 | 11                                                                                 | 12                                                                                 | 11                                                                                 | 9                                                                                  | 17                                                                                 | 39                                                                                 | 20                                                                                 | 31                                                                                 | 1                                                                                  | 6                                                                                  | 8                                                                                  | 14                                                                                 | 2301                                                                               |                                                                                    |
| 9                                                                                  | Carl Edwards                                                                       | 17                                                                                 | 8                                                                                  | 5                                                                                  | 1                                                                                  | 10                                                                                 | 13                                                                                 | 14                                                                                 | 13                                                                                 | 9                                                                                  | 30                                                                                 | 6                                                                                  | 4                                                                                  | 14                                                                                 | 41                                                                                 | 23                                                                                 | 1                                                                                  | 17                                                                                 | 37                                                                                 | 13                                                                                 | 15                                                                                 | 29                                                                                 | 5                                                                                  | 23                                                                                 | 7                                                                                  | 5                                                                                  | 22                                                                                 | 20                                                                                 | 17                                                                                 | 11                                                                                 | 5                                                                                  | 8                                                                                  | 21                                                                                 | 20                                                                                 | 9                                                                                  | 15                                                                                 | 34                                                                                 | 2288                                                                               |                                                                                    |
| 10                                                                                 | Kyle Busch                                                                         | 19                                                                                 | 9                                                                                  | 11                                                                                 | 29                                                                                 | 1                                                                                  | 14                                                                                 | 3                                                                                  | 6                                                                                  | 3                                                                                  | 12                                                                                 | 15                                                                                 | 9                                                                                  | 42                                                                                 | 12                                                                                 | 41                                                                                 | 25                                                                                 | 2                                                                                  | 28                                                                                 | 2                                                                                  | 2                                                                                  | 42                                                                                 | 40                                                                                 | 39                                                                                 | 36                                                                                 | 16                                                                                 | 14                                                                                 | 7                                                                                  | 8                                                                                  | 10                                                                                 | 3                                                                                  | 5                                                                                  | 40                                                                                 | 11                                                                                 | 4                                                                                  | 34                                                                                 | 39                                                                                 | 2285                                                                               |                                                                                    |
| 11                                                                                 | Jimmie Johnson                                                                     | 5                                                                                  | 6                                                                                  | 6                                                                                  | 19                                                                                 | 24*                                                                                | 2*                                                                                 | 25                                                                                 | 3                                                                                  | 32                                                                                 | 23                                                                                 | 9                                                                                  | 1*                                                                                 | 1*                                                                                 | 6                                                                                  | 1                                                                                  | 7                                                                                  | 10                                                                                 | 42                                                                                 | 42                                                                                 | 14                                                                                 | 39                                                                                 | 28                                                                                 | 9                                                                                  | 4                                                                                  | 4                                                                                  | 8                                                                                  | 12                                                                                 | 5                                                                                  | 3                                                                                  | 40                                                                                 | 17                                                                                 | 24*                                                                                | 32                                                                                 | 1*                                                                                 | 39                                                                                 | 9                                                                                  | 2274                                                                               |                                                                                    |
| 12                                                                                 | Kurt Busch                                                                         | 21                                                                                 | 39                                                                                 | 26                                                                                 | 35                                                                                 | 3                                                                                  | 1                                                                                  | 39                                                                                 | 31                                                                                 | 23                                                                                 | 33                                                                                 | 29                                                                                 | 40                                                                                 | 18                                                                                 | 3                                                                                  | 13                                                                                 | 12                                                                                 | 12                                                                                 | 3*                                                                                 | 17                                                                                 | 28                                                                                 | 13                                                                                 | 3                                                                                  | 31                                                                                 | 5                                                                                  | 13                                                                                 | 7                                                                                  | 8                                                                                  | 36                                                                                 | 18                                                                                 | 42                                                                                 | 11                                                                                 | 7                                                                                  | 36                                                                                 | 8                                                                                  | 7                                                                                  | 11                                                                                 | 2263                                                                               |                                                                                    |
| 13                                                                                 | A. J. Allmendinger                                                                 | 26                                                                                 | 26                                                                                 | 18                                                                                 | 25                                                                                 | 8                                                                                  | 11                                                                                 | 23                                                                                 | 15                                                                                 | 6                                                                                  | 5                                                                                  | 30                                                                                 | 23                                                                                 | 21                                                                                 | 21                                                                                 | 22                                                                                 | 37*                                                                                | 22                                                                                 | 43                                                                                 | 18                                                                                 | 18                                                                                 | 34                                                                                 | 1*                                                                                 | 13                                                                                 | 14                                                                                 | 40                                                                                 | 23                                                                                 | 22                                                                                 | 13                                                                                 | 23                                                                                 | 11                                                                                 | 12                                                                                 | 23                                                                                 | 9                                                                                  | 14                                                                                 | 16                                                                                 | 40                                                                                 | 2260                                                                               |                                                                                    |
| 14                                                                                 | Greg Biffle                                                                        | 8                                                                                  | 17                                                                                 | 22                                                                                 | 12                                                                                 | 40                                                                                 | 18                                                                                 | 6                                                                                  | 5                                                                                  | 15                                                                                 | 2*                                                                                 | 16                                                                                 | 21                                                                                 | 38                                                                                 | 16                                                                                 | 20                                                                                 | 9                                                                                  | 14                                                                                 | 29                                                                                 | 15                                                                                 | 13                                                                                 | 5                                                                                  | 8                                                                                  | 10                                                                                 | 10                                                                                 | 10                                                                                 | 19                                                                                 | 23                                                                                 | 16                                                                                 | 21                                                                                 | 15                                                                                 | 18                                                                                 | 25                                                                                 | 13                                                                                 | 13                                                                                 | 9                                                                                  | 41                                                                                 | 2247                                                                               |                                                                                    |
| 15                                                                                 | Kasey Kahne                                                                        | 31                                                                                 | 11                                                                                 | 8                                                                                  | 8                                                                                  | 41                                                                                 | 22                                                                                 | 11                                                                                 | 37                                                                                 | 14                                                                                 | 8                                                                                  | 3                                                                                  | 14                                                                                 | 19                                                                                 | 42                                                                                 | 5                                                                                  | 6                                                                                  | 8                                                                                  | 27                                                                                 | 11                                                                                 | 6*                                                                                 | 10                                                                                 | 12                                                                                 | 16                                                                                 | 35                                                                                 | 1                                                                                  | 17                                                                                 | 13                                                                                 | 23                                                                                 | 20                                                                                 | 22                                                                                 | 10                                                                                 | 12                                                                                 | 40                                                                                 | 38                                                                                 | 21                                                                                 | 12                                                                                 | 2234                                                                               |                                                                                    |
| 16                                                                                 | Aric Almirola                                                                      | 39                                                                                 | 15                                                                                 | 25                                                                                 | 3                                                                                  | 43                                                                                 | 8                                                                                  | 12                                                                                 | 24                                                                                 | 17                                                                                 | 13                                                                                 | 8                                                                                  | 11                                                                                 | 12                                                                                 | 22                                                                                 | 31                                                                                 | 23                                                                                 | 39                                                                                 | 1                                                                                  | 23                                                                                 | 21                                                                                 | 35                                                                                 | 18                                                                                 | 20                                                                                 | 41                                                                                 | 9                                                                                  | 10                                                                                 | 41                                                                                 | 6                                                                                  | 28                                                                                 | 31                                                                                 | 22                                                                                 | 39                                                                                 | 21                                                                                 | 24                                                                                 | 18                                                                                 | 19                                                                                 | 2195                                                                               |                                                                                    |
| 17                                                                                 | Kyle Larson R                                                                      | 38                                                                                 | 20                                                                                 | 19                                                                                 | 10                                                                                 | 2                                                                                  | 27                                                                                 | 5                                                                                  | 8                                                                                  | 16                                                                                 | 9                                                                                  | 12                                                                                 | 18                                                                                 | 11                                                                                 | 5                                                                                  | 8                                                                                  | 28                                                                                 | 40                                                                                 | 36                                                                                 | 3                                                                                  | 7                                                                                  | 11                                                                                 | 4                                                                                  | 43                                                                                 | 12                                                                                 | 8                                                                                  | 11                                                                                 | 3                                                                                  | 2                                                                                  | 6                                                                                  | 2                                                                                  | 6                                                                                  | 17                                                                                 | 30                                                                                 | 7                                                                                  | 13                                                                                 | 13                                                                                 | 1080                                                                               |                                                                                    |
| 18                                                                                 | Jamie McMurray                                                                     | 14                                                                                 | 10                                                                                 | 15                                                                                 | 38                                                                                 | 6                                                                                  | 42                                                                                 | 17                                                                                 | 16                                                                                 | 13                                                                                 | 29                                                                                 | 39                                                                                 | 5                                                                                  | 13                                                                                 | 10                                                                                 | 12                                                                                 | 4                                                                                  | 37                                                                                 | 30                                                                                 | 16                                                                                 | 20                                                                                 | 7                                                                                  | 14                                                                                 | 14                                                                                 | 8*                                                                                 | 12                                                                                 | 4                                                                                  | 9                                                                                  | 4                                                                                  | 22                                                                                 | 25                                                                                 | 3                                                                                  | 35                                                                                 | 16                                                                                 | 5                                                                                  | 14                                                                                 | 5                                                                                  | 1014                                                                               |                                                                                    |
| 19                                                                                 | Clint Bowyer                                                                       | 42                                                                                 | 13                                                                                 | 23                                                                                 | 15                                                                                 | 16                                                                                 | 9                                                                                  | 8                                                                                  | 12                                                                                 | 43                                                                                 | 3                                                                                  | 23                                                                                 | 17                                                                                 | 4                                                                                  | 11                                                                                 | 10                                                                                 | 10                                                                                 | 23                                                                                 | 9                                                                                  | 6                                                                                  | 16                                                                                 | 4                                                                                  | 27                                                                                 | 6                                                                                  | 17                                                                                 | 38                                                                                 | 3                                                                                  | 39                                                                                 | 14                                                                                 | 9                                                                                  | 18                                                                                 | 43                                                                                 | 3                                                                                  | 7                                                                                  | 28                                                                                 | 40                                                                                 | 8                                                                                  | 979                                                                                |                                                                                    |
| 20                                                                                 | Austin Dillon R                                                                    | 9                                                                                  | 24                                                                                 | 16                                                                                 | 11                                                                                 | 11                                                                                 | 15                                                                                 | 21                                                                                 | 11                                                                                 | 27                                                                                 | 15                                                                                 | 19                                                                                 | 16                                                                                 | 20                                                                                 | 17                                                                                 | 30                                                                                 | 17                                                                                 | 16                                                                                 | 5                                                                                  | 14                                                                                 | 10                                                                                 | 15                                                                                 | 16                                                                                 | 22                                                                                 | 28                                                                                 | 24                                                                                 | 20                                                                                 | 16                                                                                 | 11                                                                                 | 24                                                                                 | 8                                                                                  | 13                                                                                 | 13                                                                                 | 12                                                                                 | 21                                                                                 | 38                                                                                 | 25                                                                                 | 958                                                                                |                                                                                    |
| 21                                                                                 | Paul Menard                                                                        | 32                                                                                 | 23                                                                                 | 3                                                                                  | 21                                                                                 | 9                                                                                  | 10                                                                                 | 9                                                                                  | 41                                                                                 | 24                                                                                 | 6                                                                                  | 17                                                                                 | 8                                                                                  | 10                                                                                 | 26                                                                                 | 4                                                                                  | 5                                                                                  | 15                                                                                 | 16                                                                                 | 19                                                                                 | 34                                                                                 | 33                                                                                 | 32                                                                                 | 4                                                                                  | 9                                                                                  | 18                                                                                 | 18                                                                                 | 21                                                                                 | 15                                                                                 | 16                                                                                 | 9                                                                                  | 42                                                                                 | 36                                                                                 | 14                                                                                 | 17                                                                                 | 23                                                                                 | 4                                                                                  | 944                                                                                |                                                                                    |
| 22                                                                                 | Brian Vickers                                                                      | 30                                                                                 | 25                                                                                 | 13                                                                                 | 9                                                                                  | 7                                                                                  | 16                                                                                 | 4                                                                                  | 26                                                                                 | 12                                                                                 | 4                                                                                  | 14                                                                                 | 6                                                                                  | 43                                                                                 | 19                                                                                 | 42                                                                                 | 14                                                                                 | 26                                                                                 | 2                                                                                  | 21                                                                                 | 19                                                                                 | 37                                                                                 | 10                                                                                 | 19                                                                                 | 21                                                                                 | 15                                                                                 | 13                                                                                 | 24                                                                                 | 10                                                                                 | 15                                                                                 | 10                                                                                 | 37                                                                                 | 20                                                                                 | 27                                                                                 | 16                                                                                 | 19                                                                                 | 23                                                                                 | 921                                                                                |                                                                                    |
| 23                                                                                 | Marcos Ambrose                                                                     | 18                                                                                 | 21                                                                                 | 24                                                                                 | 5                                                                                  | 30                                                                                 | 5                                                                                  | 20                                                                                 | 14                                                                                 | 18                                                                                 | 19                                                                                 | 24                                                                                 | 29                                                                                 | 16                                                                                 | 24                                                                                 | 25                                                                                 | 8                                                                                  | 13                                                                                 | 10                                                                                 | 27                                                                                 | 22                                                                                 | 14                                                                                 | 2                                                                                  | 12                                                                                 | 34                                                                                 | 42                                                                                 | 27                                                                                 | 25                                                                                 | 24                                                                                 | 26                                                                                 | 20                                                                                 | 25                                                                                 | 8                                                                                  | 23                                                                                 | 27                                                                                 | 10                                                                                 | 27                                                                                 | 870                                                                                |                                                                                    |
| 24                                                                                 | Martin Truex Jr.                                                                   | 43                                                                                 | 22                                                                                 | 14                                                                                 | 36                                                                                 | 23                                                                                 | 21                                                                                 | 18                                                                                 | 27                                                                                 | 10                                                                                 | 17                                                                                 | 21                                                                                 | 25                                                                                 | 6                                                                                  | 9                                                                                  | 37                                                                                 | 15                                                                                 | 19                                                                                 | 15                                                                                 | 12                                                                                 | 25                                                                                 | 32                                                                                 | 13                                                                                 | 36                                                                                 | 20                                                                                 | 23                                                                                 | 25                                                                                 | 14                                                                                 | 12                                                                                 | 7                                                                                  | 4                                                                                  | 14                                                                                 | 27                                                                                 | 38                                                                                 | 19                                                                                 | 12                                                                                 | 17                                                                                 | 857                                                                                |                                                                                    |
| 25                                                                                 | Tony Stewart                                                                       | 35                                                                                 | 16                                                                                 | 33                                                                                 | 4                                                                                  | 5                                                                                  | 17                                                                                 | 10                                                                                 | 9                                                                                  | 25                                                                                 | 43                                                                                 | 20                                                                                 | 13                                                                                 | 7                                                                                  | 13                                                                                 | 11                                                                                 | 19                                                                                 | 11                                                                                 | 40                                                                                 | 7                                                                                  | 17                                                                                 | 36                                                                                 | INQ                                                                                |                                                                                    |                                                                                    | 41                                                                                 | 15                                                                                 | 18                                                                                 | 30                                                                                 | 14                                                                                 | 17                                                                                 | 21                                                                                 | 34                                                                                 | 4                                                                                  | 11                                                                                 | 20                                                                                 | 43                                                                                 | 799                                                                                |                                                                                    |
| 26                                                                                 | Casey Mears                                                                        | 10                                                                                 | 14                                                                                 | 28                                                                                 | 27                                                                                 | 15                                                                                 | 24                                                                                 | 28                                                                                 | 18                                                                                 | 19                                                                                 | 14                                                                                 | 26                                                                                 | 24                                                                                 | 25                                                                                 | 23                                                                                 | 24                                                                                 | 13                                                                                 | 20                                                                                 | 4                                                                                  | 38                                                                                 | 33                                                                                 | 12                                                                                 | 15                                                                                 | 17                                                                                 | 26                                                                                 | 22                                                                                 | 31                                                                                 | 26                                                                                 | 22                                                                                 | 27                                                                                 | 28                                                                                 | 31                                                                                 | 10                                                                                 | 37                                                                                 | 18                                                                                 | 35                                                                                 | 20                                                                                 | 782                                                                                |                                                                                    |
| 27                                                                                 | Ricky Stenhouse Jr.                                                                | 7                                                                                  | 18                                                                                 | 27                                                                                 | 2                                                                                  | 34                                                                                 | 40                                                                                 | 26                                                                                 | 20                                                                                 | 38                                                                                 | 10                                                                                 | 22                                                                                 | 26                                                                                 | 41                                                                                 | 15                                                                                 | 27                                                                                 | 31                                                                                 | 25                                                                                 | 41                                                                                 | 9                                                                                  | 24                                                                                 | 18                                                                                 | 20                                                                                 | 15                                                                                 | 6                                                                                  | 20                                                                                 | 26                                                                                 | 17                                                                                 | 39                                                                                 | 19                                                                                 | 19                                                                                 | 24                                                                                 | DNQ                                                                                | 15                                                                                 | 23                                                                                 | 17                                                                                 | 22                                                                                 | 757                                                                                |                                                                                    |
| 28                                                                                 | Danica Patrick                                                                     | 40                                                                                 | 36                                                                                 | 21                                                                                 | 18                                                                                 | 14                                                                                 | 32                                                                                 | 27                                                                                 | 22                                                                                 | 34                                                                                 | 22                                                                                 | 7                                                                                  | 39                                                                                 | 23                                                                                 | 37                                                                                 | 17                                                                                 | 18                                                                                 | 21                                                                                 | 8                                                                                  | 22                                                                                 | 42                                                                                 | 30                                                                                 | 21                                                                                 | 18                                                                                 | 27                                                                                 | 6                                                                                  | 16                                                                                 | 19                                                                                 | 19                                                                                 | 25                                                                                 | 16                                                                                 | 26                                                                                 | 19                                                                                 | 34                                                                                 | 36                                                                                 | 22                                                                                 | 18                                                                                 | 735                                                                                |                                                                                    |
| 29                                                                                 | Justin Allgaier R                                                                  | 27                                                                                 | 30                                                                                 | 31                                                                                 | 17                                                                                 | 28                                                                                 | 23                                                                                 | 24                                                                                 | 23                                                                                 | 21                                                                                 | 27                                                                                 | 36                                                                                 | 37                                                                                 | 26                                                                                 | 27                                                                                 | 16                                                                                 | 33                                                                                 | 24                                                                                 | 25                                                                                 | 37                                                                                 | 27                                                                                 | 16                                                                                 | 17                                                                                 | 42                                                                                 | 19                                                                                 | 26                                                                                 | 28                                                                                 | 27                                                                                 | 20                                                                                 | 29                                                                                 | 41                                                                                 | 15                                                                                 | DNQ                                                                                | 17                                                                                 | 20                                                                                 | 37                                                                                 | 15                                                                                 | 636                                                                                |                                                                                    |
| 30                                                                                 | David Gilliland                                                                    | 36                                                                                 | 29                                                                                 | 30                                                                                 | 22                                                                                 | 38                                                                                 | 26                                                                                 | 22                                                                                 | 28                                                                                 | 20                                                                                 | 40                                                                                 | 37                                                                                 | 43                                                                                 | 29                                                                                 | 28                                                                                 | 26                                                                                 | 21                                                                                 | 30                                                                                 | 35                                                                                 | 24                                                                                 | 36                                                                                 | 17                                                                                 | 22                                                                                 | 21                                                                                 | 25                                                                                 | 28                                                                                 | 29                                                                                 | 34                                                                                 | 27                                                                                 | 33                                                                                 | 30                                                                                 | 32                                                                                 | 29                                                                                 | 22                                                                                 | 34                                                                                 | 24                                                                                 | 31                                                                                 | 554                                                                                |                                                                                    |
| 31                                                                                 | Cole Whitt (R)                                                                     | 28                                                                                 | 27                                                                                 | 36                                                                                 | 40                                                                                 | 18                                                                                 | 29                                                                                 | 31                                                                                 | 38                                                                                 | 41                                                                                 | 21                                                                                 | 28                                                                                 | 27                                                                                 | 27                                                                                 | 30                                                                                 | 28                                                                                 | 27                                                                                 | 28                                                                                 | 34                                                                                 | 28                                                                                 | 32                                                                                 | 21                                                                                 | 43                                                                                 | 25                                                                                 | 30                                                                                 | 30                                                                                 | 30                                                                                 | 30                                                                                 | 38                                                                                 | 30                                                                                 | 23                                                                                 | 28                                                                                 | 15                                                                                 | 18                                                                                 | 26                                                                                 | 42                                                                                 | 26                                                                                 | 532                                                                                |                                                                                    |
| 32                                                                                 | David Ragan                                                                        | 34                                                                                 | 28                                                                                 | 32                                                                                 | 31                                                                                 | 27                                                                                 | 28                                                                                 | 35                                                                                 | 32                                                                                 | 30                                                                                 | 35                                                                                 | 38                                                                                 | 31                                                                                 | 36                                                                                 | 18                                                                                 | 38                                                                                 | 36                                                                                 | 31                                                                                 | 22                                                                                 | 25                                                                                 | 35                                                                                 | 19                                                                                 | 19                                                                                 | 24                                                                                 | 23                                                                                 | 27                                                                                 | 33                                                                                 | 31                                                                                 | 42                                                                                 | 31                                                                                 | 27                                                                                 | 34                                                                                 | 30                                                                                 | 10                                                                                 | 32                                                                                 | 25                                                                                 | 30                                                                                 | 531                                                                                |                                                                                    |
| 33                                                                                 | Michael Annett R                                                                   | 37                                                                                 | 34                                                                                 | 29                                                                                 | 26                                                                                 | 19                                                                                 | 31                                                                                 | 29                                                                                 | 42                                                                                 | 33                                                                                 | 16                                                                                 | 25                                                                                 | 28                                                                                 | 35                                                                                 | 20                                                                                 | 21                                                                                 | 30                                                                                 | 18                                                                                 | 21                                                                                 | 32                                                                                 | 31                                                                                 | 22                                                                                 | 31                                                                                 | 40                                                                                 | 38                                                                                 | 21                                                                                 | 37                                                                                 | 40                                                                                 | 29                                                                                 | 41                                                                                 | 24                                                                                 | 33                                                                                 | 37                                                                                 | 24                                                                                 | 22                                                                                 | 26                                                                                 | 35                                                                                 | 531                                                                                |                                                                                    |
| 34                                                                                 | Reed Sorenson                                                                      | 16                                                                                 | 31                                                                                 | 34                                                                                 | 28                                                                                 | 21                                                                                 | 34                                                                                 | 33                                                                                 | 39                                                                                 | 42                                                                                 | 34                                                                                 | 32                                                                                 | 42                                                                                 | 24                                                                                 | 34                                                                                 | 32                                                                                 | 32                                                                                 | 27                                                                                 | 33                                                                                 | 33                                                                                 | 38                                                                                 | 27                                                                                 | 23                                                                                 | 27                                                                                 | 24                                                                                 | 29                                                                                 | 24                                                                                 | 29                                                                                 | 31                                                                                 | 32                                                                                 | 26                                                                                 | 27                                                                                 | 14                                                                                 | 35                                                                                 | 33                                                                                 | 28                                                                                 | 24                                                                                 | 516                                                                                |                                                                                    |
| 35                                                                                 | Alex Bowman R                                                                      | 23                                                                                 | 41                                                                                 | 37                                                                                 | 32                                                                                 | 22                                                                                 | 36                                                                                 | 32                                                                                 | 29                                                                                 | 28                                                                                 | 28                                                                                 | 35                                                                                 | 33                                                                                 | 40                                                                                 | 31                                                                                 | 40                                                                                 | 29                                                                                 | 36                                                                                 | 13                                                                                 | 31                                                                                 | 40                                                                                 | 31                                                                                 | 36                                                                                 | 26                                                                                 | 32                                                                                 | 35                                                                                 | 38                                                                                 | 35                                                                                 | 28                                                                                 | 34                                                                                 | 32                                                                                 | 30                                                                                 | 43                                                                                 | 29                                                                                 | 42                                                                                 | 32                                                                                 | 33                                                                                 | 412                                                                                |                                                                                    |
| 36                                                                                 | Josh Wise                                                                          | 24                                                                                 | DNQ                                                                                | 42                                                                                 | 23                                                                                 | 37                                                                                 | 35                                                                                 | 36                                                                                 | 21                                                                                 | 39                                                                                 | 20                                                                                 | 33                                                                                 | 41                                                                                 | 28                                                                                 | 35                                                                                 | 33                                                                                 | 40                                                                                 | 29                                                                                 | 23                                                                                 | 29                                                                                 | 29                                                                                 | 24                                                                                 | 38                                                                                 | 28                                                                                 | 29                                                                                 | 33                                                                                 | 32                                                                                 | 33                                                                                 | 33                                                                                 | 42                                                                                 | 38                                                                                 | 41                                                                                 | 28                                                                                 | 25                                                                                 | 41                                                                                 | 41                                                                                 | 32                                                                                 | 405                                                                                |                                                                                    |
| 37                                                                                 | Michael McDowell                                                                   | DNQ                                                                                | 33                                                                                 | 43                                                                                 | 37                                                                                 |                                                                                    | 37                                                                                 | 30                                                                                 |                                                                                    | DNQ                                                                                | 36                                                                                 |                                                                                    | 30                                                                                 |                                                                                    |                                                                                    |                                                                                    | 24                                                                                 |                                                                                    | 7                                                                                  |                                                                                    | 26                                                                                 |                                                                                    | 42                                                                                 |                                                                                    | 18                                                                                 | DNQ                                                                                |                                                                                    | 32                                                                                 |                                                                                    |                                                                                    | 35                                                                                 | 29                                                                                 | 41                                                                                 |                                                                                    | 30                                                                                 | 31                                                                                 | 21                                                                                 | 255                                                                                |                                                                                    |
| 38                                                                                 | Travis Kvapil                                                                      |                                                                                    | 38                                                                                 | 39                                                                                 | 33                                                                                 | 33                                                                                 | 33                                                                                 | 37                                                                                 | 33                                                                                 | 36                                                                                 |                                                                                    | 34                                                                                 |                                                                                    |                                                                                    | 29                                                                                 | 43                                                                                 |                                                                                    | 34                                                                                 |                                                                                    |                                                                                    | 39                                                                                 | 25                                                                                 |                                                                                    | 32                                                                                 |                                                                                    |                                                                                    | 39                                                                                 | 38                                                                                 | 32                                                                                 | 38                                                                                 |                                                                                    |                                                                                    | 6                                                                                  | 41                                                                                 |                                                                                    |                                                                                    |                                                                                    | 214                                                                                |                                                                                    |
| 39                                                                                 | Ryan Truex R                                                                       | DNQ                                                                                | 35                                                                                 | 35                                                                                 | 42                                                                                 | 31                                                                                 | 30                                                                                 | DNQ                                                                                | 40                                                                                 | 31                                                                                 | 31                                                                                 | 43                                                                                 | 38                                                                                 | 32                                                                                 | 32                                                                                 | DNQ                                                                                | 41                                                                                 | 33                                                                                 | 32                                                                                 | 36                                                                                 | 41                                                                                 | 20                                                                                 | 39                                                                                 | INQ                                                                                | 37                                                                                 | 36                                                                                 | 42                                                                                 | 42                                                                                 |                                                                                    |                                                                                    |                                                                                    |                                                                                    |                                                                                    |                                                                                    |                                                                                    |                                                                                    |                                                                                    | 193                                                                                |                                                                                    |
| 40                                                                                 | Terry Labonte                                                                      | 20                                                                                 |                                                                                    |                                                                                    |                                                                                    |                                                                                    |                                                                                    |                                                                                    |                                                                                    |                                                                                    | 24                                                                                 |                                                                                    |                                                                                    |                                                                                    |                                                                                    |                                                                                    |                                                                                    |                                                                                    | 11                                                                                 |                                                                                    |                                                                                    |                                                                                    |                                                                                    |                                                                                    |                                                                                    |                                                                                    |                                                                                    |                                                                                    |                                                                                    |                                                                                    |                                                                                    |                                                                                    | 33                                                                                 |                                                                                    |                                                                                    |                                                                                    |                                                                                    | 88                                                                                 |                                                                                    |
| 41                                                                                 | Jeff Burton                                                                        |                                                                                    |                                                                                    | 17                                                                                 |                                                                                    |                                                                                    |                                                                                    |                                                                                    |                                                                                    |                                                                                    |                                                                                    |                                                                                    |                                                                                    |                                                                                    |                                                                                    |                                                                                    |                                                                                    |                                                                                    |                                                                                    | 20                                                                                 |                                                                                    |                                                                                    |                                                                                    | 37                                                                                 | 15                                                                                 |                                                                                    |                                                                                    |                                                                                    |                                                                                    |                                                                                    |                                                                                    |                                                                                    |                                                                                    |                                                                                    |                                                                                    |                                                                                    |                                                                                    | 87                                                                                 |                                                                                    |
| 42                                                                                 | Michael Waltrip                                                                    | 41                                                                                 |                                                                                    |                                                                                    |                                                                                    |                                                                                    |                                                                                    |                                                                                    |                                                                                    |                                                                                    | 25                                                                                 |                                                                                    |                                                                                    |                                                                                    |                                                                                    |                                                                                    |                                                                                    |                                                                                    | 19                                                                                 |                                                                                    |                                                                                    |                                                                                    |                                                                                    |                                                                                    |                                                                                    |                                                                                    |                                                                                    |                                                                                    |                                                                                    |                                                                                    |                                                                                    |                                                                                    | 16                                                                                 |                                                                                    |                                                                                    |                                                                                    |                                                                                    | 76                                                                                 |                                                                                    |
| 43                                                                                 | David Stremme                                                                      |                                                                                    |                                                                                    |                                                                                    |                                                                                    |                                                                                    | 39                                                                                 | DNQ                                                                                | 36                                                                                 | 35                                                                                 |                                                                                    |                                                                                    |                                                                                    | 37                                                                                 |                                                                                    | 39                                                                                 |                                                                                    | 35                                                                                 |                                                                                    |                                                                                    | DNQ                                                                                |                                                                                    |                                                                                    |                                                                                    | 31                                                                                 |                                                                                    | 36                                                                                 |                                                                                    | 40                                                                                 | 37                                                                                 |                                                                                    |                                                                                    |                                                                                    |                                                                                    |                                                                                    |                                                                                    |                                                                                    | 75                                                                                 |                                                                                    |
| 44                                                                                 | Timmy Hill                                                                         |                                                                                    |                                                                                    | 38                                                                                 | 43                                                                                 |                                                                                    |                                                                                    |                                                                                    |                                                                                    |                                                                                    |                                                                                    | 40                                                                                 |                                                                                    |                                                                                    | 36                                                                                 |                                                                                    | QL                                                                                 |                                                                                    |                                                                                    | 41                                                                                 |                                                                                    |                                                                                    |                                                                                    |                                                                                    |                                                                                    |                                                                                    |                                                                                    |                                                                                    | 35                                                                                 | 43                                                                                 | 33                                                                                 | 36                                                                                 |                                                                                    | 42                                                                                 | 35                                                                                 |                                                                                    |                                                                                    | 62                                                                                 |                                                                                    |
| 45                                                                                 | Brett Moffitt                                                                      |                                                                                    |                                                                                    |                                                                                    |                                                                                    |                                                                                    |                                                                                    |                                                                                    |                                                                                    |                                                                                    |                                                                                    |                                                                                    |                                                                                    | 22                                                                                 |                                                                                    | 34                                                                                 |                                                                                    |                                                                                    |                                                                                    |                                                                                    | DNQ                                                                                |                                                                                    |                                                                                    |                                                                                    | 42                                                                                 | 34                                                                                 |                                                                                    |                                                                                    |                                                                                    |                                                                                    |                                                                                    | 40                                                                                 |                                                                                    |                                                                                    | 40                                                                                 |                                                                                    | 36                                                                                 | 60                                                                                 |                                                                                    |
| 46                                                                                 | Bobby Labonte                                                                      | 15                                                                                 |                                                                                    |                                                                                    |                                                                                    |                                                                                    |                                                                                    |                                                                                    |                                                                                    |                                                                                    |                                                                                    |                                                                                    |                                                                                    |                                                                                    |                                                                                    |                                                                                    |                                                                                    |                                                                                    | 26                                                                                 |                                                                                    | 37                                                                                 |                                                                                    |                                                                                    |                                                                                    |                                                                                    |                                                                                    |                                                                                    |                                                                                    |                                                                                    |                                                                                    |                                                                                    |                                                                                    |                                                                                    |                                                                                    |                                                                                    |                                                                                    |                                                                                    | 54                                                                                 |                                                                                    |
| 47                                                                                 | Parker Kligerman R                                                                 | 29                                                                                 | 42                                                                                 | 40                                                                                 | 34                                                                                 | 42                                                                                 | 41                                                                                 | 40                                                                                 | 30                                                                                 |                                                                                    |                                                                                    |                                                                                    |                                                                                    |                                                                                    |                                                                                    |                                                                                    |                                                                                    |                                                                                    |                                                                                    |                                                                                    |                                                                                    |                                                                                    |                                                                                    |                                                                                    |                                                                                    |                                                                                    |                                                                                    |                                                                                    |                                                                                    |                                                                                    |                                                                                    |                                                                                    |                                                                                    |                                                                                    |                                                                                    |                                                                                    |                                                                                    | 54                                                                                 |                                                                                    |
| 48                                                                                 | Juan Pablo Montoya                                                                 |                                                                                    |                                                                                    |                                                                                    |                                                                                    |                                                                                    |                                                                                    |                                                                                    |                                                                                    |                                                                                    |                                                                                    |                                                                                    |                                                                                    |                                                                                    |                                                                                    | 18                                                                                 |                                                                                    |                                                                                    |                                                                                    |                                                                                    | 23                                                                                 |                                                                                    |                                                                                    |                                                                                    |                                                                                    |                                                                                    |                                                                                    |                                                                                    |                                                                                    |                                                                                    |                                                                                    |                                                                                    |                                                                                    |                                                                                    |                                                                                    |                                                                                    |                                                                                    | 47                                                                                 |                                                                                    |
| 49                                                                                 | Alex Kennedy                                                                       |                                                                                    |                                                                                    |                                                                                    |                                                                                    |                                                                                    |                                                                                    |                                                                                    |                                                                                    |                                                                                    |                                                                                    |                                                                                    |                                                                                    |                                                                                    | 39                                                                                 |                                                                                    | 39                                                                                 |                                                                                    |                                                                                    |                                                                                    |                                                                                    | 28                                                                                 | 33                                                                                 | 34                                                                                 |                                                                                    |                                                                                    |                                                                                    |                                                                                    |                                                                                    |                                                                                    |                                                                                    |                                                                                    |                                                                                    |                                                                                    |                                                                                    |                                                                                    |                                                                                    | 47                                                                                 |                                                                                    |
| 50                                                                                 | Dave Blaney                                                                        | Wth                                                                                | DNQ                                                                                | DNQ                                                                                | DNQ                                                                                |                                                                                    |                                                                                    | 41                                                                                 | 43                                                                                 | DNQ                                                                                | DNQ                                                                                | DNQ                                                                                | DNQ                                                                                | 33                                                                                 | 43                                                                                 |                                                                                    |                                                                                    |                                                                                    |                                                                                    |                                                                                    |                                                                                    | 26                                                                                 |                                                                                    | 33                                                                                 | 43                                                                                 |                                                                                    |                                                                                    |                                                                                    |                                                                                    |                                                                                    |                                                                                    |                                                                                    |                                                                                    |                                                                                    |                                                                                    |                                                                                    |                                                                                    | 46                                                                                 |                                                                                    |
| 51                                                                                 | David Reutimann                                                                    |                                                                                    |                                                                                    |                                                                                    | DNQ                                                                                | 29                                                                                 | DNQ                                                                                | 38                                                                                 | DNQ                                                                                | 29                                                                                 |                                                                                    |                                                                                    |                                                                                    |                                                                                    |                                                                                    |                                                                                    |                                                                                    |                                                                                    |                                                                                    |                                                                                    |                                                                                    |                                                                                    |                                                                                    |                                                                                    |                                                                                    |                                                                                    |                                                                                    |                                                                                    |                                                                                    |                                                                                    |                                                                                    |                                                                                    |                                                                                    |                                                                                    |                                                                                    |                                                                                    |                                                                                    | 37                                                                                 |                                                                                    |
| 52                                                                                 | Boris Said                                                                         |                                                                                    |                                                                                    |                                                                                    |                                                                                    |                                                                                    |                                                                                    |                                                                                    |                                                                                    |                                                                                    |                                                                                    |                                                                                    |                                                                                    |                                                                                    |                                                                                    |                                                                                    | 35                                                                                 |                                                                                    |                                                                                    |                                                                                    |                                                                                    |                                                                                    | 25                                                                                 |                                                                                    |                                                                                    |                                                                                    |                                                                                    |                                                                                    |                                                                                    |                                                                                    |                                                                                    |                                                                                    |                                                                                    |                                                                                    |                                                                                    |                                                                                    |                                                                                    | 28                                                                                 |                                                                                    |
| 53                                                                                 | Nelson Piquet, Jr.                                                                 |                                                                                    |                                                                                    |                                                                                    |                                                                                    |                                                                                    |                                                                                    |                                                                                    |                                                                                    |                                                                                    |                                                                                    |                                                                                    |                                                                                    |                                                                                    |                                                                                    |                                                                                    |                                                                                    |                                                                                    |                                                                                    |                                                                                    |                                                                                    |                                                                                    | 26                                                                                 |                                                                                    |                                                                                    |                                                                                    |                                                                                    |                                                                                    |                                                                                    |                                                                                    |                                                                                    |                                                                                    |                                                                                    |                                                                                    |                                                                                    |                                                                                    |                                                                                    | 18                                                                                 |                                                                                    |
| 54                                                                                 | Eddie MacDonald                                                                    |                                                                                    |                                                                                    |                                                                                    |                                                                                    |                                                                                    |                                                                                    |                                                                                    |                                                                                    |                                                                                    |                                                                                    |                                                                                    |                                                                                    |                                                                                    |                                                                                    |                                                                                    |                                                                                    |                                                                                    |                                                                                    | 35                                                                                 |                                                                                    |                                                                                    |                                                                                    |                                                                                    |                                                                                    |                                                                                    |                                                                                    |                                                                                    |                                                                                    |                                                                                    |                                                                                    |                                                                                    |                                                                                    |                                                                                    |                                                                                    |                                                                                    |                                                                                    | 9                                                                                  |                                                                                    |
| 55                                                                                 | Tomy Drissi                                                                        |                                                                                    |                                                                                    |                                                                                    |                                                                                    |                                                                                    |                                                                                    |                                                                                    |                                                                                    |                                                                                    |                                                                                    |                                                                                    |                                                                                    |                                                                                    |                                                                                    |                                                                                    | 38                                                                                 |                                                                                    |                                                                                    |                                                                                    |                                                                                    |                                                                                    |                                                                                    |                                                                                    |                                                                                    |                                                                                    |                                                                                    |                                                                                    |                                                                                    |                                                                                    |                                                                                    |                                                                                    |                                                                                    |                                                                                    |                                                                                    |                                                                                    |                                                                                    | 6                                                                                  |                                                                                    |
| 56                                                                                 | Clay Rogers                                                                        |                                                                                    |                                                                                    |                                                                                    |                                                                                    |                                                                                    |                                                                                    |                                                                                    |                                                                                    |                                                                                    |                                                                                    |                                                                                    |                                                                                    |                                                                                    |                                                                                    |                                                                                    |                                                                                    |                                                                                    |                                                                                    |                                                                                    |                                                                                    |                                                                                    |                                                                                    |                                                                                    |                                                                                    |                                                                                    | DNQ                                                                                |                                                                                    | 43                                                                                 |                                                                                    |                                                                                    |                                                                                    |                                                                                    | 43                                                                                 |                                                                                    | DNQ                                                                                |                                                                                    | 2                                                                                  |                                                                                    |
| 57                                                                                 | David Mayhew                                                                       |                                                                                    |                                                                                    |                                                                                    |                                                                                    |                                                                                    |                                                                                    |                                                                                    |                                                                                    |                                                                                    |                                                                                    |                                                                                    |                                                                                    |                                                                                    |                                                                                    |                                                                                    | QL                                                                                 |                                                                                    |                                                                                    |                                                                                    |                                                                                    |                                                                                    |                                                                                    |                                                                                    |                                                                                    |                                                                                    |                                                                                    |                                                                                    |                                                                                    |                                                                                    |                                                                                    |                                                                                    |                                                                                    |                                                                                    |                                                                                    |                                                                                    |                                                                                    |                                                                                    |                                                                                    |
| Pilotes non-éligibles pour le titre de champion des Nascar Cup Series 2014         |                                                                                    |                                                                                    |                                                                                    |                                                                                    |                                                                                    |                                                                                    |                                                                                    |                                                                                    |                                                                                    |                                                                                    |                                                                                    |                                                                                    |                                                                                    |                                                                                    |                                                                                    |                                                                                    |                                                                                    |                                                                                    |                                                                                    |                                                                                    |                                                                                    |                                                                                    |                                                                                    |                                                                                    |                                                                                    |                                                                                    |                                                                                    |                                                                                    |                                                                                    |                                                                                    |                                                                                    |                                                                                    |                                                                                    |                                                                                    |                                                                                    |                                                                                    |                                                                                    |                                                                                    |                                                                                    |
| Pos.                                                                               | Pilote                                                                             | DAY                                                                                | PHO                                                                                | LVS                                                                                | BRI                                                                                | CAL                                                                                | MAR                                                                                | TEX                                                                                | DAR                                                                                | RCH                                                                                | TAL                                                                                | KAN                                                                                | CLT                                                                                | DOV                                                                                | POC                                                                                | MCH                                                                                | SON                                                                                | KEN                                                                                | DAY                                                                                | NHA                                                                                | IND                                                                                | POC                                                                                | GLN                                                                                | MCH                                                                                | BRI                                                                                | ATL                                                                                | RCH                                                                                |                                                                                    | CHI                                                                                | NHA                                                                                | DOV                                                                                | KAN                                                                                | CLT                                                                                | TAL                                                                                | MAR                                                                                | TEX                                                                                | PHO                                                                                | HOM                                                                                | Pts                                                                                |
| 1                                                                                  | Landon Cassill                                                                     | 12                                                                                 | DNQ                                                                                | DNQ                                                                                | 30                                                                                 | 25                                                                                 | 25                                                                                 | 34                                                                                 | 25                                                                                 | 26                                                                                 | 11                                                                                 | 42                                                                                 | 36                                                                                 | 34                                                                                 | 33                                                                                 | 35                                                                                 | 43                                                                                 | 32                                                                                 | 31                                                                                 | 34                                                                                 | 30                                                                                 | 41                                                                                 | 29                                                                                 | 29                                                                                 | 22                                                                                 | 31                                                                                 | 34                                                                                 | 28                                                                                 | 25                                                                                 | 35                                                                                 | 21                                                                                 | 23                                                                                 | 4                                                                                  | 19                                                                                 | 43                                                                                 | 29                                                                                 | 29                                                                                 |                                                                                    |                                                                                    |
| 2                                                                                  | Sam Hornish, Jr.                                                                   |                                                                                    |                                                                                    |                                                                                    |                                                                                    | 17                                                                                 |                                                                                    |                                                                                    |                                                                                    |                                                                                    |                                                                                    |                                                                                    |                                                                                    |                                                                                    |                                                                                    |                                                                                    |                                                                                    |                                                                                    |                                                                                    |                                                                                    |                                                                                    |                                                                                    |                                                                                    |                                                                                    |                                                                                    |                                                                                    |                                                                                    |                                                                                    |                                                                                    |                                                                                    |                                                                                    |                                                                                    |                                                                                    |                                                                                    |                                                                                    |                                                                                    |                                                                                    |                                                                                    |                                                                                    |
| 3                                                                                  | Trevor Bayne                                                                       | 33                                                                                 |                                                                                    | 20                                                                                 |                                                                                    |                                                                                    |                                                                                    | 19                                                                                 |                                                                                    |                                                                                    | 41                                                                                 |                                                                                    | 20                                                                                 |                                                                                    |                                                                                    | 19                                                                                 |                                                                                    |                                                                                    | 38                                                                                 |                                                                                    | 43                                                                                 |                                                                                    |                                                                                    | 41                                                                                 |                                                                                    |                                                                                    |                                                                                    |                                                                                    |                                                                                    |                                                                                    |                                                                                    | DNQ                                                                                | 32                                                                                 |                                                                                    | 39                                                                                 |                                                                                    | 42                                                                                 |                                                                                    |                                                                                    |
| 4                                                                                  | Ryan Blaney                                                                        |                                                                                    |                                                                                    |                                                                                    |                                                                                    |                                                                                    |                                                                                    |                                                                                    |                                                                                    |                                                                                    |                                                                                    | 27                                                                                 |                                                                                    |                                                                                    |                                                                                    |                                                                                    |                                                                                    |                                                                                    |                                                                                    |                                                                                    |                                                                                    |                                                                                    |                                                                                    | QL                                                                                 |                                                                                    |                                                                                    |                                                                                    |                                                                                    |                                                                                    |                                                                                    |                                                                                    |                                                                                    | 22                                                                                 |                                                                                    |                                                                                    |                                                                                    |                                                                                    |                                                                                    |                                                                                    |
| 5                                                                                  | Ty Dillon                                                                          |                                                                                    |                                                                                    |                                                                                    |                                                                                    |                                                                                    |                                                                                    |                                                                                    |                                                                                    |                                                                                    |                                                                                    |                                                                                    |                                                                                    |                                                                                    |                                                                                    |                                                                                    |                                                                                    |                                                                                    |                                                                                    |                                                                                    |                                                                                    |                                                                                    |                                                                                    |                                                                                    |                                                                                    | 25                                                                                 |                                                                                    |                                                                                    |                                                                                    |                                                                                    |                                                                                    |                                                                                    |                                                                                    |                                                                                    |                                                                                    | 27                                                                                 |                                                                                    |                                                                                    |                                                                                    |
| 6                                                                                  | Brian Scott                                                                        | 25                                                                                 | 32                                                                                 |                                                                                    |                                                                                    | 35                                                                                 |                                                                                    |                                                                                    |                                                                                    |                                                                                    | 42                                                                                 |                                                                                    | 32                                                                                 |                                                                                    |                                                                                    |                                                                                    |                                                                                    |                                                                                    |                                                                                    |                                                                                    |                                                                                    |                                                                                    |                                                                                    |                                                                                    |                                                                                    |                                                                                    |                                                                                    |                                                                                    |                                                                                    |                                                                                    |                                                                                    |                                                                                    |                                                                                    |                                                                                    |                                                                                    |                                                                                    | 28                                                                                 |                                                                                    |                                                                                    |
| 7                                                                                  | Mike Wallace                                                                       |                                                                                    |                                                                                    |                                                                                    |                                                                                    |                                                                                    |                                                                                    |                                                                                    |                                                                                    |                                                                                    |                                                                                    |                                                                                    |                                                                                    |                                                                                    |                                                                                    |                                                                                    |                                                                                    |                                                                                    |                                                                                    |                                                                                    |                                                                                    |                                                                                    |                                                                                    |                                                                                    |                                                                                    |                                                                                    |                                                                                    |                                                                                    | 34                                                                                 | 40                                                                                 | 34                                                                                 |                                                                                    | 38                                                                                 | 26                                                                                 |                                                                                    | 36                                                                                 |                                                                                    |                                                                                    |                                                                                    |
| 8                                                                                  | Kyle Fowler                                                                        |                                                                                    |                                                                                    |                                                                                    |                                                                                    |                                                                                    |                                                                                    |                                                                                    |                                                                                    |                                                                                    |                                                                                    |                                                                                    |                                                                                    |                                                                                    |                                                                                    |                                                                                    |                                                                                    |                                                                                    |                                                                                    |                                                                                    |                                                                                    |                                                                                    |                                                                                    |                                                                                    |                                                                                    |                                                                                    |                                                                                    |                                                                                    |                                                                                    |                                                                                    |                                                                                    |                                                                                    |                                                                                    | 28                                                                                 |                                                                                    |                                                                                    |                                                                                    |                                                                                    |                                                                                    |
| 9                                                                                  | J. J. Yeley                                                                        |                                                                                    |                                                                                    | DNQ                                                                                |                                                                                    |                                                                                    |                                                                                    | DNQ                                                                                |                                                                                    | 40                                                                                 | DNQ                                                                                | 41                                                                                 | DNQ                                                                                | 39                                                                                 | 38                                                                                 | 36                                                                                 | 34                                                                                 |                                                                                    |                                                                                    |                                                                                    |                                                                                    |                                                                                    |                                                                                    | 30                                                                                 | 33                                                                                 | 32                                                                                 | 43                                                                                 |                                                                                    |                                                                                    | 39                                                                                 | 29                                                                                 | 38                                                                                 | 42                                                                                 | 39                                                                                 | 31                                                                                 | 30                                                                                 | 37                                                                                 |                                                                                    |                                                                                    |
| 10                                                                                 | Joe Nemechek                                                                       | DNQ                                                                                | 40                                                                                 | DNQ                                                                                | 41                                                                                 | 32                                                                                 | 43                                                                                 | DNQ                                                                                | 34                                                                                 | 37                                                                                 | DNQ                                                                                | 31                                                                                 | 34                                                                                 |                                                                                    |                                                                                    |                                                                                    |                                                                                    | 38                                                                                 | DNQ                                                                                |                                                                                    |                                                                                    | 40                                                                                 | 30                                                                                 | 35                                                                                 |                                                                                    | 37                                                                                 | 40                                                                                 | 36                                                                                 |                                                                                    |                                                                                    |                                                                                    |                                                                                    | DNQ                                                                                |                                                                                    |                                                                                    |                                                                                    |                                                                                    |                                                                                    |                                                                                    |
| 11                                                                                 | Blake Koch                                                                         |                                                                                    | 37                                                                                 | DNQ                                                                                |                                                                                    |                                                                                    |                                                                                    |                                                                                    |                                                                                    |                                                                                    |                                                                                    |                                                                                    | 35                                                                                 | 30                                                                                 |                                                                                    |                                                                                    |                                                                                    |                                                                                    |                                                                                    |                                                                                    |                                                                                    |                                                                                    |                                                                                    |                                                                                    |                                                                                    |                                                                                    |                                                                                    |                                                                                    |                                                                                    |                                                                                    |                                                                                    | 39                                                                                 |                                                                                    |                                                                                    |                                                                                    |                                                                                    | 38                                                                                 |                                                                                    |                                                                                    |
| 12                                                                                 | Joey Gase                                                                          |                                                                                    |                                                                                    |                                                                                    |                                                                                    |                                                                                    |                                                                                    |                                                                                    |                                                                                    |                                                                                    |                                                                                    |                                                                                    |                                                                                    |                                                                                    |                                                                                    |                                                                                    |                                                                                    |                                                                                    |                                                                                    |                                                                                    |                                                                                    |                                                                                    |                                                                                    |                                                                                    |                                                                                    |                                                                                    |                                                                                    | 37                                                                                 |                                                                                    |                                                                                    | 37                                                                                 |                                                                                    |                                                                                    |                                                                                    | 37                                                                                 | 33                                                                                 |                                                                                    |                                                                                    |                                                                                    |
| 13                                                                                 | Mike Bliss                                                                         |                                                                                    |                                                                                    |                                                                                    |                                                                                    |                                                                                    |                                                                                    |                                                                                    |                                                                                    |                                                                                    |                                                                                    |                                                                                    |                                                                                    |                                                                                    |                                                                                    |                                                                                    |                                                                                    | 41                                                                                 |                                                                                    | 43                                                                                 |                                                                                    |                                                                                    |                                                                                    |                                                                                    |                                                                                    | 43                                                                                 | 35                                                                                 | 43                                                                                 |                                                                                    | 36                                                                                 | 43                                                                                 |                                                                                    |                                                                                    |                                                                                    |                                                                                    | 43                                                                                 |                                                                                    |                                                                                    |                                                                                    |
| 14                                                                                 | Corey LaJoie                                                                       |                                                                                    |                                                                                    |                                                                                    |                                                                                    |                                                                                    |                                                                                    |                                                                                    |                                                                                    |                                                                                    |                                                                                    |                                                                                    |                                                                                    |                                                                                    |                                                                                    |                                                                                    |                                                                                    |                                                                                    |                                                                                    |                                                                                    |                                                                                    |                                                                                    |                                                                                    |                                                                                    |                                                                                    |                                                                                    |                                                                                    |                                                                                    | 41                                                                                 |                                                                                    |                                                                                    | 35                                                                                 |                                                                                    |                                                                                    |                                                                                    |                                                                                    |                                                                                    |                                                                                    |                                                                                    |
| 15                                                                                 | Regan Smith                                                                        |                                                                                    |                                                                                    |                                                                                    |                                                                                    |                                                                                    |                                                                                    |                                                                                    |                                                                                    |                                                                                    |                                                                                    |                                                                                    |                                                                                    |                                                                                    |                                                                                    |                                                                                    |                                                                                    |                                                                                    |                                                                                    |                                                                                    |                                                                                    |                                                                                    | 37                                                                                 |                                                                                    |                                                                                    |                                                                                    |                                                                                    |                                                                                    |                                                                                    |                                                                                    |                                                                                    |                                                                                    |                                                                                    |                                                                                    |                                                                                    |                                                                                    |                                                                                    |                                                                                    |                                                                                    |
| 16                                                                                 | Morgan Shepherd                                                                    | DNQ                                                                                | 43                                                                                 |                                                                                    |                                                                                    |                                                                                    |                                                                                    |                                                                                    |                                                                                    |                                                                                    |                                                                                    |                                                                                    |                                                                                    |                                                                                    |                                                                                    |                                                                                    |                                                                                    |                                                                                    |                                                                                    | 39                                                                                 |                                                                                    |                                                                                    |                                                                                    |                                                                                    |                                                                                    |                                                                                    |                                                                                    |                                                                                    |                                                                                    |                                                                                    |                                                                                    |                                                                                    |                                                                                    |                                                                                    |                                                                                    |                                                                                    |                                                                                    |                                                                                    |                                                                                    |
| 17                                                                                 | Johnny Sauter                                                                      |                                                                                    |                                                                                    |                                                                                    |                                                                                    |                                                                                    |                                                                                    |                                                                                    |                                                                                    |                                                                                    |                                                                                    |                                                                                    |                                                                                    |                                                                                    |                                                                                    |                                                                                    |                                                                                    |                                                                                    |                                                                                    |                                                                                    |                                                                                    | 43                                                                                 |                                                                                    |                                                                                    |                                                                                    |                                                                                    |                                                                                    |                                                                                    |                                                                                    |                                                                                    |                                                                                    |                                                                                    |                                                                                    |                                                                                    |                                                                                    |                                                                                    |                                                                                    |                                                                                    |                                                                                    |
| 18                                                                                 | Eric McClure                                                                       | DNQ                                                                                |                                                                                    |                                                                                    |                                                                                    |                                                                                    |                                                                                    |                                                                                    |                                                                                    |                                                                                    | DNQ                                                                                |                                                                                    |                                                                                    |                                                                                    |                                                                                    |                                                                                    |                                                                                    |                                                                                    |                                                                                    |                                                                                    |                                                                                    |                                                                                    |                                                                                    |                                                                                    |                                                                                    |                                                                                    |                                                                                    |                                                                                    |                                                                                    |                                                                                    |                                                                                    |                                                                                    |                                                                                    |                                                                                    |                                                                                    |                                                                                    |                                                                                    |                                                                                    |                                                                                    |
| 19                                                                                 | Matt Crafton                                                                       |                                                                                    |                                                                                    |                                                                                    |                                                                                    | QL                                                                                 |                                                                                    |                                                                                    |                                                                                    |                                                                                    |                                                                                    |                                                                                    |                                                                                    |                                                                                    |                                                                                    |                                                                                    |                                                                                    |                                                                                    |                                                                                    |                                                                                    | DNQ                                                                                |                                                                                    |                                                                                    | QL                                                                                 |                                                                                    |                                                                                    |                                                                                    |                                                                                    |                                                                                    |                                                                                    |                                                                                    |                                                                                    |                                                                                    |                                                                                    |                                                                                    |                                                                                    |                                                                                    |                                                                                    |                                                                                    |
| Pos.                                                                               | Pilote                                                                             | DAY                                                                                | PHO                                                                                | LSV                                                                                | BRI                                                                                | CAL                                                                                | MAR                                                                                | TEX                                                                                | DAR                                                                                | RIC                                                                                | TAL                                                                                | KAN                                                                                | CHA                                                                                | DOV                                                                                | POC                                                                                | MIC                                                                                | SON                                                                                | KTY                                                                                | DY2                                                                                | NHA                                                                                | IND                                                                                | PO2                                                                                | GLN                                                                                | MI2                                                                                | BR2                                                                                | ATL                                                                                | RI2                                                                                | CHI                                                                                | NH2                                                                                | DV2                                                                                | KN2                                                                                | CH2                                                                                | TL2                                                                                | MA2                                                                                | TX2                                                                                | PH2                                                                                | HOM                                                                                | Pts                                                                                |                                                                                    |

### Classement des manufacturiers
| Pos | Marques   | Victoires | Points |
| --- | --------- | --------- | ------ |
| 1   | Chevrolet | 20        | 1 572  |
| 2   | Ford      | 14        | 1 530  |
| 3   | Toyota    | 02        | 1 406  |

## Référence
1. ↑  (en) NASCAR Sprint Cup standings for 2014 (racing-reference.info)